# Бофор (Јура)
Бофор (фр. Beaufort) насеље је и општина у источној Француској у региону Франш-Конте, у департману Јура која припада префектури Лон ле Соније.
По подацима из 2011. године у општини је живело 1041 становника, а густина насељености је износила 79,41 становника/km². Општина се простире на површини од 13,11 km². Налази се на средњој надморској висини од 230 метара (максималној 574 m, а минималној 191 m).

## Демографија
| 1962. | 1968. | 1975. | 1982. | 1990. | 1999. | 2011. |
| ----- | ----- | ----- | ----- | ----- | ----- | ----- |
| 721   | 781   | 779   | 896   | 936   | 965   | 1.041 |

График промене броја становника у току последњих година